# Coupe du monde de tir à l'arc de 2016
Navigation
Édition précédente Édition suivante
La coupe du monde de tir à l'arc de 2016 est la onzième édition annuelle de la coupe du monde organisée par la World Archery Federation (WA). Elle regroupe des compétitions individuelles, par équipes et mixtes dans les catégories d'arc classique et arc à poulies. 
Le format habituel de quatre épreuve  est réduit à trois compétitions de qualification dû aux Jeux olympiques de 2016, elles ont lieu entre avril et juin pour chacune des catégories et les meilleurs archers sont qualifiés pour les finales début septembre à Odense. Toutes les épreuves se déroulent en extérieur avec des cibles se situant à 70 m pour l'arc classique et 50 m pour l'arc à poulies. Le format des épreuves reste identique au tir à l'arc aux Jeux olympiques pour l'arc classique.

## Calendrier
| Étape  | Date                        | Lieu     | Pays     |
| ------ | --------------------------- | -------- | -------- |
| 1re    | du 26 avril au 1er mai 2016 | Shanghai | Chine    |
| 2e     | du 9 au 15 mai 2016         | Medellín | Colombie |
| 3e     | du 12 au 19 juin 2016       | Antalya  | Turquie  |
| Finale | du 24 au 25 septembre 2016  | Odense   | Danemark |

## Résultats des étapes qualificatives

### Classique masculin
| Lieu     | Or                | Argent                 | Bronze        |
| -------- | ----------------- | ---------------------- | ------------- |
| Shanghai | Sjef van den Berg | Zach Garrett           | Wei Chun-heng |
| Medellín | Brady Ellison     | Miguel Alvarino Garcia | Ku Bonchan    |
| Antalya  | Lee Seung-yun     | Ku Bonchan             | Kim Woojin    |

### Classique féminin
| Lieu     | Or         | Argent        | Bronze      |
| -------- | ---------- | ------------- | ----------- |
| Shanghai | Ju Hyebhin | Tan Ya-ting   | Kim Chaeyun |
| Medellín | Choi Misun | Wu Jiaxin     | Tan Ya-ting |
| Antalya  | Choi Misun | Ksenia Perova | Tan Ya-ting |

### Poulies masculin
| Lieu     | Or              | Argent           | Bronze          |
| -------- | --------------- | ---------------- | --------------- |
| Shanghai | Mike Schloesser | Demir Elmaagacli | Michael Brosnan |
| Medellín | Sergio Pagni    | Reo Wilde        | Martin Damsbo   |
| Antalya  | Evren Cagiran   | Samet Can Yakali | Domagoj Buden   |

### Poulies féminin
| Lieu     | Or         | Argent                 | Bronze           |
| -------- | ---------- | ---------------------- | ---------------- |
| Shanghai | Sara Lopez | Sarah Holst Sonnichsen | Seol Dayeong     |
| Medellín | Sara Lopez | Crystal Gauvin         | Marcella Tonioli |
| Antalya  | Sara Lopez | Dahlia Crook           | Yesim Bostan     |

### Classique masculin par équipes
| Lieu     | Or                                                     | Argent                                                           | Bronze                                                                   |
| -------- | ------------------------------------------------------ | ---------------------------------------------------------------- | ------------------------------------------------------------------------ |
| Shanghai | Corée du Sud Park Seong-cheol Lee Seongjun Han Jaeyeop | Pays-Bas Sjef van den Berg Rick van der Ven Mick de Bakker       | Inde Atanu Das Jayanta Talukdar Mangal Singh Champia                     |
| Medellín | Corée du Sud Kim Woojin Ku Bonchan Lee Seung-yun       | Mexique Oldair Zamora Ernesto Horacio Boardman Juan René Serrano | Espagne Miguel Alvarino Garcia Juan I. Rodriguez Miguel Pifarre Trujillo |
| Antalya  | Corée du Sud Ku Bonchan Kim Woojin Lee Seung-yun       | Mexique Ernesto Horacio Boardman Oldair Zamora Juan René Serrano | États-Unis Brady Ellison Zach Garrett Jake Kaminski                      |

### Classique féminin par équipes
| Lieu     | Or                                                     | Argent                                                     | Bronze                                                    |
| -------- | ------------------------------------------------------ | ---------------------------------------------------------- | --------------------------------------------------------- |
| Shanghai | Taipei chinois Tan Ya-ting Le Chien-ying Lin Shih-chia | Inde Bombayla Devi Laishram Laxmirani Majhi Deepika Kumari | Russie Tuyana Dashidorzhieva Inna Stepanova Ksenia Perova |
| Medellín | Corée du Sud Choi Misun Chang Hye-jin Ki Bo-bae        | Chine Wu Jiaxin Qi Yuhong Cao Hui                          | Mexique Alejandra Valencia Aida Roman Gabriela Bayardo    |
| Antalya  | Corée du Sud Choi Misun Ki Bo-bae Chang Hye-jin        | Russie Ksenia Perova Inna Stepanova Tuyana Dashidorzhieva  | Italie Guendalina Sartori Lucilla Boari Claudia Mandia    |

### Classique mixte par équipes
| Lieu     | Or                                     | Argent                                   | Bronze                                   |
| -------- | -------------------------------------- | ---------------------------------------- | ---------------------------------------- |
| Shanghai | États-Unis Brady Ellison Khatuna Lorig | Taipei chinois Wei Chun-heng Tan Ya-ting | Inde Atanu Das Deepika Kumari            |
| Medellín | Corée du Sud Choi Misun Kim Woojin     | Japon Kaori Kawanaka Hideki Kikuchi      | Taipei chinois Tan Ya-ting Wei Chun-heng |
| Antalya  | Corée du Sud Choi Misun Ku Bonchan     | Inde Deepika Kumari Atanu Das            | Taipei chinois Tan Ya-ting Wei Chun-heng |

### Poulies masculin par équipes
| Lieu     | Or                                                       | Argent                                                | Bronze                                                      |
| -------- | -------------------------------------------------------- | ----------------------------------------------------- | ----------------------------------------------------------- |
| Shanghai | Iran Omid Taheri Majid Gheidi Esmaeil Ebadi              | États-Unis Alex Wifler Steve Anderson Reo Wilde       | Australie Scott Brice Michael Brosnan Justin Olexienko      |
| Medellín | États-Unis Alex Wifler Braden Gellenthien Steve Anderson | Italie Federico Pagnoni Sergio Pagni Michele Nencioni | France Dominique Genet Sébastien Peineau Christophe Doussot |
| Antalya  | États-Unis Braden Gellenthien Bridger Deaton Reo Wilde   | Italie Federico Pagnoni Sergio Pagni Michele Nencioni | Danemark Stephan Hansen Martin Damsbo Andreas Darum         |

### Poulies féminin par équipes
| Lieu     | Or                                                            | Argent                                                     | Bronze                                                               |
| -------- | ------------------------------------------------------------- | ---------------------------------------------------------- | -------------------------------------------------------------------- |
| Shanghai | Danemark Sarah Holst Sonnichsen Tanja Jensen Erika Anear      | Russie Albina Loginova Mariia Vinogradova Natalia Avdeeva  | Turquie Yesim Bostan Evrim Saglam Ayse Bera Suzer                    |
| Medellín | Colombie Sara Lopez Alejandra Usquiano Aura Maria Bravo       | États-Unis Crystal Gauvin Emily Bee Dahlia Crook           | Italie Marcellia Tonioli Irene Franchini Laura Longo                 |
| Antalya  | Russie Elizaveta Koroleva Alexandra Savenkova Natalia Avdeeva | Pays-Bas Inge van Caspel Irina Markovic Martine Couwenberg | Indonésie Dellie Threesyadinda Triya Resky Andriyani Rona Siska Sari |

### Poulies mixte par équipes
| Lieu     | Or                                        | Argent                                   | Bronze                                    |
| -------- | ----------------------------------------- | ---------------------------------------- | ----------------------------------------- |
| Shanghai | France Amélie Sancenot Sébastien Peineau  | Colombie Sara Lopez Daniel Muñoz         | Russie Albina Loginova Viktor Kalashnikov |
| Medellín | Colombie Sara Lopez Daniel Muñoz          | Italie Marcella Tonioli Federico Pagnoni | France Laure De Matos Dominique Genet     |
| Antalya  | Colombie Sara Lopez Camilo Andres Cardona | Royaume-Uni Daisy Clark Adam Ravenscroft | Italie Marcella Tonioli Federico Pagnoni  |

## La finale
En finale, seules les épreuves individuelles et mixtes dans les catégories arc classique et arc poulies sont disputées.

### Qualification des archers
| Rang | Nom                    | Points |
| ---- | ---------------------- | ------ |
| 1    | Ku Bonchan             | 39     |
| 2    | Brady Ellison          | 37     |
| 3    | Wei Chun-heng          | 35     |
| 4    | Sjef van den Berg      | 30     |
| 5    | Kim Woojin             | 28     |
| 6    | Lee Seung-yun          | 26     |
| 6    | Zach Garrett           | 26     |
| 8    | Ernesto Boardman       | 25     |
| 9    | Miguel Alvarino Garcia | 21     |
| 10   | Atanu Das              | 20     |

| Rang | Nom                   | Points |
| ---- | --------------------- | ------ |
| 1    | Tan Ya-ting           | 57     |
| 2    | Choi Misun            | 50     |
| 3    | Ksenia Perova         | 26     |
| 4    | Ki Bo-bae             | 25     |
| 4    | Guendalina Sartori    | 25     |
| 4    | Ju Hyebhin            | 25     |
| 7    | Wu Jiaxin             | 21     |
| 8    | Chang Hye-jin         | 20     |
| 9    | Tuyana Dashidorzhieva | 18     |
| 9    | Deepika Kumari        | 18     |
| 10   | Kim Chae-yun          | 18     |

| Rang | Nom              | Points |
| ---- | ---------------- | ------ |
| 1    | Mike Schloesser  | 55     |
| 2    | Demir Elmaagacli | 34     |
| 3    | Reo Wilde        | 32     |
| 4    | Domagoj Buden    | 28     |
| 5    | Sergio Pagni     | 25     |
| 5    | Evren Cagiran    | 25     |
| 5    | Seppie Cilliers  | 25     |
| 8    | Martin Damsbo    | 24     |
| 9    | Peter Elzinga    | 21     |
| 9    | Samet Can Yakali | 21     |

| Rang | Nom               | Points |
| ---- | ----------------- | ------ |
| 1    | Sara Lopez        | 75     |
| 2    | Sarah Sonnichsen  | 37     |
| 3    | Crystal Gauvin    | 35     |
| 4    | Marcella Tonioli  | 33     |
| 5    | Inge van Caspel   | 24     |
| 6    | Yesim Bostan      | 33     |
| 7    | Lily Chanu Paonam | 22     |
| 7    | Dahlia Crook      | 22     |
| 9    | Toja Ellison      | 18     |
| 9    | Seol Dayeong      | 18     |

| Rang | Pays           | Points |
| ---- | -------------- | ------ |
| 1    | Corée du Sud   | 40     |
| 2    | Taipei chinois | 32     |
| 3    | Inde           | 22     |
| 4    | États-Unis     | 21     |
| 5    | Japon          | 12     |
| 5    | Italie         | 12     |

| Rang | Pays        | Points |
| ---- | ----------- | ------ |
| 1    | Colombie    | 44     |
| 2    | France      | 34     |
| 3    | Italie      | 22     |
| 4    | Royaume-Uni | 12     |
| 5    | Russie      | 10     |

### Classique masculin
|  | Quarts-de-finale      | Quarts-de-finale      |                       |                | Demi-finales           | Demi-finales |  |  | Finale            | Finale |
|  | Quarts-de-finale      | Quarts-de-finale      |                       |                | Demi-finales           | Demi-finales |  |  | Finale            | Finale |
|  |                       |                       |                       |                |                        |              |  |  |                   |        |
|  |                       |                       |                       |                |                        |              |  |  |                   |        |
|  |                       |                       |                       |                |                        |              |  |  |                   |        |
|  | Ku Bonchan (1)        | 6                     |                       |                |                        |              |  |  |                   |        |
|  | Ku Bonchan (1)        | 6                     |                       |                |                        |              |  |  |                   |        |
|  | Johan Weiss (8)       | 0                     |                       |                |                        |              |  |  |                   |        |
|  | Johan Weiss (8)       | 0                     | Ku Bonchan (1)        | 1              |                        |              |  |  |                   |        |
|  |                       |                       | Ku Bonchan (1)        | 1              |                        |              |  |  |                   |        |
|  |                       | Sjef Van den Berg (4) | 7                     |                |                        |              |  |  |                   |        |
|  | Kim Woojin (5)        | Sjef Van den Berg (4) | 7                     | 4              |                        |              |  |  |                   |        |
|  | Kim Woojin (5)        |                       |                       | 4              |                        |              |  |  |                   |        |
|  | Sjef Van den Berg (4) | 6                     |                       |                |                        |              |  |  |                   |        |
|  | Sjef Van den Berg (4) | 6                     | Sjef Van den Berg (4) | 5              |                        |              |  |  |                   |        |
|  |                       |                       | Sjef Van den Berg (4) | 5              |                        |              |  |  |                   |        |
|  |                       | Brady Ellison (2)     | 6                     |                |                        |              |  |  |                   |        |
|  | Wei Chun-heng (3)     | Brady Ellison (2)     | 6                     | 6              |                        |              |  |  |                   |        |
|  | Wei Chun-heng (3)     |                       |                       | 6              |                        |              |  |  |                   |        |
|  | Zach Garrett (6)      | 0                     |                       |                |                        |              |  |  |                   |        |
|  | Zach Garrett (6)      | 0                     | Wei Chun-heng (3)     | 2              |                        |              |  |  |                   |        |
|  |                       |                       | Wei Chun-heng (3)     | 2              | Match pour la 3e place |              |  |  |                   |        |
|  |                       | Brady Ellison (2)     | 6                     |                |                        |              |  |  |                   |        |
|  | Ernesto Boardman (7)  | Brady Ellison (2)     | 6                     | 2              |                        |              |  |  |                   |        |
|  | Ernesto Boardman (7)  |                       |                       | 2              |                        |              |  |  |                   |        |
|  | Brady Ellison (2)     | 6                     |                       | Ku Bonchan (1) | 6                      |              |  |  |                   |        |
|  | Brady Ellison (2)     | 6                     |                       | Ku Bonchan (1) | 6                      |              |  |  |                   |        |
|  |                       |                       |                       |                |                        |              |  |  | Wei Chun-heng (3) | 4      |
|  |                       |                       |                       |                |                        |              |  |  | Wei Chun-heng (3) | 4      |

### Classique féminin
|  | Quarts-de-finale          | Quarts-de-finale |                 |                 | Demi-finales           | Demi-finales |  |  | Finale        | Finale |
|  | Quarts-de-finale          | Quarts-de-finale |                 |                 | Demi-finales           | Demi-finales |  |  | Finale        | Finale |
|  |                           |                  |                 |                 |                        |              |  |  |               |        |
|  |                           |                  |                 |                 |                        |              |  |  |               |        |
|  |                           |                  |                 |                 |                        |              |  |  |               |        |
|  | Tan Ya-ting (1)           | 6                |                 |                 |                        |              |  |  |               |        |
|  | Tan Ya-ting (1)           | 6                |                 |                 |                        |              |  |  |               |        |
|  | Maja Jager (8)            | 4                |                 |                 |                        |              |  |  |               |        |
|  | Maja Jager (8)            | 4                | Tan Ya-ting (1) | 4               |                        |              |  |  |               |        |
|  |                           |                  | Tan Ya-ting (1) | 4               |                        |              |  |  |               |        |
|  |                           | Ki Bo-bae (4)    | 6               |                 |                        |              |  |  |               |        |
|  | Guendalina Sartori (5)    | Ki Bo-bae (4)    | 6               | 2               |                        |              |  |  |               |        |
|  | Guendalina Sartori (5)    |                  |                 | 2               |                        |              |  |  |               |        |
|  | Ki Bo-bae (4)             | 6                |                 |                 |                        |              |  |  |               |        |
|  | Ki Bo-bae (4)             | 6                | Ki Bo-bae (4)   | 7               |                        |              |  |  |               |        |
|  |                           |                  | Ki Bo-bae (4)   | 7               |                        |              |  |  |               |        |
|  |                           | Choi Misun (2)   | 1               |                 |                        |              |  |  |               |        |
|  | Ksenia Perova (3)         | Choi Misun (2)   | 1               | 3               |                        |              |  |  |               |        |
|  | Ksenia Perova (3)         |                  |                 | 3               |                        |              |  |  |               |        |
|  | Wu Jiaxin (6)             | 6                |                 |                 |                        |              |  |  |               |        |
|  | Wu Jiaxin (6)             | 6                | Wu Jiaxin (6)   | 2               |                        |              |  |  |               |        |
|  |                           |                  | Wu Jiaxin (6)   | 2               | Match pour la 3e place |              |  |  |               |        |
|  |                           | Choi Misun (2)   | 6               |                 |                        |              |  |  |               |        |
|  | Tuyana Dashidorzhieva (7) | Choi Misun (2)   | 6               | 1               |                        |              |  |  |               |        |
|  | Tuyana Dashidorzhieva (7) |                  |                 | 1               |                        |              |  |  |               |        |
|  | Choi Misun (2)            | 7                |                 | Tan Ya-ting (1) | 6                      |              |  |  |               |        |
|  | Choi Misun (2)            | 7                |                 | Tan Ya-ting (1) | 6                      |              |  |  |               |        |
|  |                           |                  |                 |                 |                        |              |  |  | Wu Jiaxin (6) | 2      |
|  |                           |                  |                 |                 |                        |              |  |  | Wu Jiaxin (6) | 2      |

### Classique mixte par équipes
L'équipe de Corée du Sud composée de Choi Misun et Ku Bonchan s'impose contre l'équipe du Danemark composée de Maja Jager et Johan Weiss sur le score de 5 à 1.

### Poulies masculin
|  | Quarts-de-finale     | Quarts-de-finale    |                     |                   | Demi-finales           | Demi-finales |  |  | Finale        | Finale |
|  | Quarts-de-finale     | Quarts-de-finale    |                     |                   | Demi-finales           | Demi-finales |  |  | Finale        | Finale |
|  |                      |                     |                     |                   |                        |              |  |  |               |        |
|  |                      |                     |                     |                   |                        |              |  |  |               |        |
|  |                      |                     |                     |                   |                        |              |  |  |               |        |
|  | Mike Schloesser (1)  | 142                 |                     |                   |                        |              |  |  |               |        |
|  | Mike Schloesser (1)  | 142                 |                     |                   |                        |              |  |  |               |        |
|  | Martin Damsbo (8)    | 141                 |                     |                   |                        |              |  |  |               |        |
|  | Martin Damsbo (8)    | 141                 | Mike Schloesser (1) | 144               |                        |              |  |  |               |        |
|  |                      |                     | Mike Schloesser (1) | 144               |                        |              |  |  |               |        |
|  |                      | Domagoj Buden (4)   | 143                 |                   |                        |              |  |  |               |        |
|  | Sergio Pagni (5)     | Domagoj Buden (4)   | 143                 | 142               |                        |              |  |  |               |        |
|  | Sergio Pagni (5)     |                     |                     | 142               |                        |              |  |  |               |        |
|  | Domagoj Buden (4)    | 143                 |                     |                   |                        |              |  |  |               |        |
|  | Domagoj Buden (4)    | 143                 | Mike Schloesser (1) | 145               |                        |              |  |  |               |        |
|  |                      |                     | Mike Schloesser (1) | 145               |                        |              |  |  |               |        |
|  |                      | Seppie Cilliers (2) | 141                 |                   |                        |              |  |  |               |        |
|  | Reo Wilde (3)        | Seppie Cilliers (2) | 141                 | 144               |                        |              |  |  |               |        |
|  | Reo Wilde (3)        |                     |                     | 144               |                        |              |  |  |               |        |
|  | Evren Cagiran (6)    | 143                 |                     |                   |                        |              |  |  |               |        |
|  | Evren Cagiran (6)    | 143                 | Reo Wilde (3)       | 143               |                        |              |  |  |               |        |
|  |                      |                     | Reo Wilde (3)       | 143               | Match pour la 3e place |              |  |  |               |        |
|  |                      | Seppie Cilliers (7) | 144                 |                   |                        |              |  |  |               |        |
|  | Seppie Cilliers (7)  | Seppie Cilliers (7) | 144                 | 144               |                        |              |  |  |               |        |
|  | Seppie Cilliers (7)  |                     |                     | 144               |                        |              |  |  |               |        |
|  | Demir Elmaagacli (2) | 142                 |                     | Domagoj Buden (4) | 143                    |              |  |  |               |        |
|  | Demir Elmaagacli (2) | 142                 |                     | Domagoj Buden (4) | 143                    |              |  |  |               |        |
|  |                      |                     |                     |                   |                        |              |  |  | Reo Wilde (3) | 145    |
|  |                      |                     |                     |                   |                        |              |  |  | Reo Wilde (3) | 145    |

### Poulies féminin
|  | Quarts-de-finale      | Quarts-de-finale     |                      |                  | Demi-finales           | Demi-finales |  |  | Finale             | Finale |
|  | Quarts-de-finale      | Quarts-de-finale     |                      |                  | Demi-finales           | Demi-finales |  |  | Finale             | Finale |
|  |                       |                      |                      |                  |                        |              |  |  |                    |        |
|  |                       |                      |                      |                  |                        |              |  |  |                    |        |
|  |                       |                      |                      |                  |                        |              |  |  |                    |        |
|  | Sarah Sonnichsen (1)  | 147                  |                      |                  |                        |              |  |  |                    |        |
|  | Sarah Sonnichsen (1)  | 147                  |                      |                  |                        |              |  |  |                    |        |
|  | Erika Anear (8)       | 138                  |                      |                  |                        |              |  |  |                    |        |
|  | Erika Anear (8)       | 138                  | Sarah Sonnichsen (1) | 147              |                        |              |  |  |                    |        |
|  |                       |                      | Sarah Sonnichsen (1) | 147              |                        |              |  |  |                    |        |
|  |                       | Yesim Bostan (5)     | 144                  |                  |                        |              |  |  |                    |        |
|  | Yesim Bostan (5)      | Yesim Bostan (5)     | 144                  | 141              |                        |              |  |  |                    |        |
|  | Yesim Bostan (5)      |                      |                      | 141              |                        |              |  |  |                    |        |
|  | Inge van Caspel (4)   | 139                  |                      |                  |                        |              |  |  |                    |        |
|  | Inge van Caspel (4)   | 139                  | Sarah Sonnichsen (1) | 142              |                        |              |  |  |                    |        |
|  |                       |                      | Sarah Sonnichsen (1) | 142              |                        |              |  |  |                    |        |
|  |                       | Marcella Tonioli (3) | 142                  |                  |                        |              |  |  |                    |        |
|  | Marcella Tonioli (3)  | Marcella Tonioli (3) | 142                  | 147              |                        |              |  |  |                    |        |
|  | Marcella Tonioli (3)  |                      |                      | 147              |                        |              |  |  |                    |        |
|  | Lily Chanu Paonam (6) | 140                  |                      |                  |                        |              |  |  |                    |        |
|  | Lily Chanu Paonam (6) | 140                  | Marcella Tonioli (3) | 144              |                        |              |  |  |                    |        |
|  |                       |                      | Marcella Tonioli (3) | 144              | Match pour la 3e place |              |  |  |                    |        |
|  |                       | Crystal Gauvin (2)   | 139                  |                  |                        |              |  |  |                    |        |
|  | Dahlia Crook (7)      | Crystal Gauvin (2)   | 139                  | 133              |                        |              |  |  |                    |        |
|  | Dahlia Crook (7)      |                      |                      | 133              |                        |              |  |  |                    |        |
|  | Crystal Gauvin (2)    | 139                  |                      | Yesim Bostan (5) | 143                    |              |  |  |                    |        |
|  | Crystal Gauvin (2)    | 139                  |                      | Yesim Bostan (5) | 143                    |              |  |  |                    |        |
|  |                       |                      |                      |                  |                        |              |  |  | Crystal Gauvin (2) | 144    |
|  |                       |                      |                      |                  |                        |              |  |  | Crystal Gauvin (2) | 144    |

### Poulies mixte par équipes
L'équipe du Danemark composée de Stephan Hansen et Tanja Jensen s'impose contre l'équipe de Colombie composée de Alejandra Usquiano et Camilo Andres Cardona sur le score de 155 à 152.